# Évolution de l'intelligence humaine
 (février 2023).
La mise en forme du texte ne suit pas les recommandations de Wikipédia : il faut le « wikifier ».
Les points d'amélioration suivants sont les cas les plus fréquents. Le détail des points à revoir est peut-être précisé sur la page de discussion.
- Les titres sont pré-formatés par le logiciel. Ils ne sont ni en capitales, ni en gras.
- Le texte ne doit pas être écrit en capitales (les noms de famille non plus), ni en gras, ni en italique, ni en « petit »…
- Le gras n'est utilisé que pour surligner le titre de l'article dans l'introduction, une seule fois.
- L'italique est rarement utilisé : mots en langue étrangère, titres d'œuvres, noms de bateaux, etc.
- Les citations ne sont pas en italique mais en corps de texte normal. Elles sont entourées par des guillemets français : « et ».
- Les listes à puces sont à éviter, des paragraphes rédigés étant largement préférés. Les tableaux sont à réserver à la présentation de données structurées (résultats, etc.).
- Les appels de note de bas de page (petits chiffres en exposant, introduits par l'outil «  Source ») sont à placer entre la fin de phrase et le point final[comme ça].
- Les liens internes (vers d'autres articles de Wikipédia) sont à choisir avec parcimonie. Créez des liens vers des articles approfondissant le sujet. Les termes génériques sans rapport avec le sujet sont à éviter, ainsi que les répétitions de liens vers un même terme.
- Les liens externes sont à placer uniquement dans une section « Liens externes », à la fin de l'article. Ces liens sont à choisir avec parcimonie suivant les règles définies. Si un lien sert de source à l'article, son insertion dans le texte est à faire par les notes de bas de page.
- La présentation des références doit suivre les conventions bibliographiques. Il est recommandé d'utiliser les modèles {{Ouvrage}}, {{Chapitre}}, {{Article}}, {{Lien web}} et/ou {{Bibliographie}}. Le mode d'édition visuel peut mettre en forme automatiquement les références.
- Insérer une infobox (cadre d'informations à droite) n'est pas obligatoire pour parachever la mise en page.

Pour une aide détaillée, merci de consulter Aide:Wikification.
Si vous pensez que ces points ont été résolus, vous pouvez retirer ce bandeau et améliorer la mise en forme d'un autre article.
L'évolution de l'intelligence humaine est étroitement liée à l'évolution du cerveau humain et à l'origine du langage. L'origine évolutive de l'Homme s'étend sur environ sept millions d'années, depuis la séparation du genre Pan jusqu'à l'émergence de la modernité comportementale il y a 50 000 ans. Les trois premiers millions d'années de cette chronologie concernent Sahelanthropus tchadensis, les deux millions suivants concernent les australopithèques et les deux derniers millions couvrent l'histoire du genre Homo à l'ère paléolithique.
De nombreux traits de l'intelligence humaine, tels que l'empathie, la théorie de l'esprit, le deuil, le rituel et l'utilisation de symboles et d'outils, sont quelque peu apparents chez les grands singes, bien qu'ils soient sous des formes beaucoup moins sophistiquées que ce que l'on trouve chez les humains.

## Histoire

### Hominidés
Les grands singes (hominidés) montrent certaines capacités cognitives et empathiques. Les chimpanzés peuvent fabriquer des outils et les utiliser pour acquérir de la nourriture et pour des parades sociales ; ils ont des stratégies de chasse légèrement complexes intégrant les notions de rangs, d'influence et de coopération ; ils sont conscients de leur statut, font preuve de manipulation et de tromperie ; ils peuvent apprendre à utiliser des symboles et à comprendre certains aspects du langage humain, y compris une certaine syntaxe relationnelle, des concepts de nombre et de séquence numérique. Une caractéristique commune qui est présente chez les espèces de haut degré d'intelligence (c'est-à-dire les dauphins, les grands singes et les humains - Homo sapiens) est un cerveau de taille agrandie. Parallèlement à cela, il existe un néocortex plus développé, un repliement du cortex cérébral et des neurones en fuseau. Ces neurones sont liés à l'intelligence sociale et à la capacité d'évaluer ce que l'autre pense ou ressent et sont également présents chez les grands dauphins.

### Homininés

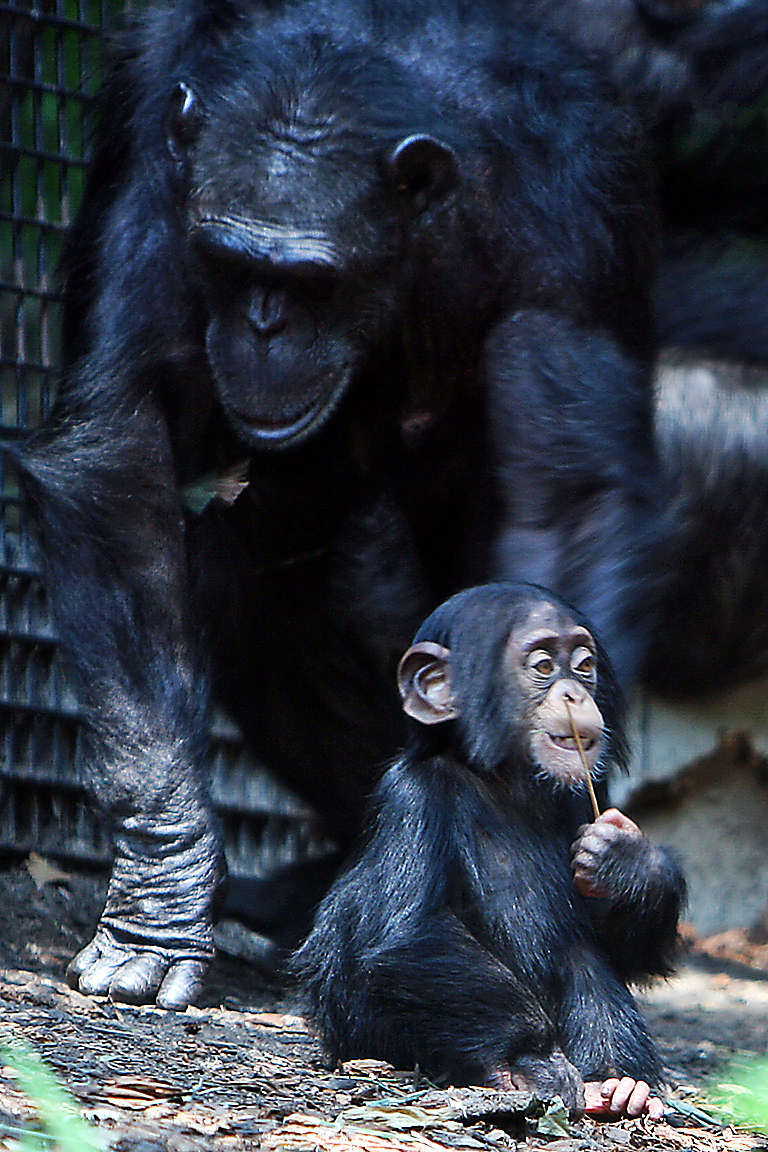
Mère et bébé chimpanzé

Il y a environ 10 millions d'années, au Miocène, le climat de la Terre est entré dans une phase plus froide et plus sèche, ce qui conduit aux glaciations quaternaires qui commencent il y a environ 2,6 millions d'années. L'une des conséquences de cela est que la forêt tropicale nord-africaine commence à reculer, remplacée d'abord par des prairies ouvertes et finalement par le désert (le Sahara moderne). Au fur et à mesure que leur environnement passe d'une forêt continue à des parcelles de forêt séparées par des étendues de prairies, certains primates s'adaptent à une vie partiellement ou entièrement terrestre. Ils y sont exposés à des prédateurs, tels que les grands félins, dont ils sont auparavant à l'abri.
Ces pressions environnementales poussent la sélection à privilégier la bipédie : marcher sur les pattes arrière. Cela donne aux yeux des Homininés une plus grande élévation, la capacité de voir le danger approcher plus loin et un moyen de locomotion plus efficace. Ce changement libère également les bras de la tâche de marcher et rend les mains disponibles pour des tâches telles que la collecte de nourriture. À un moment donné, les primates bipèdes développent une préférence manuelle, leur donnant la capacité de ramasser des bâtons, des os et des pierres et de les utiliser comme armes, ou comme outils pour des tâches telles que tuer des animaux plus petits, casser des noix ou découper des carcasses. En d'autres termes, ces primates développent l'utilisation de la technologie primitive. Les primates bipèdes utilisant des outils de la sous-tribu Hominina remontent à environ 5 à 7 millions d'années, comme l'une des premières espèces, Sahelanthropus tchadensis.
Il y a environ 5 millions d'années, le cerveau des homininés commence à se développer rapidement en taille et en différenciation des fonctions. Le volume cérébral augmente de progressivement au fur et à mesure que les humains progressent le long de la chronologie de l'évolution (voir Homininae), à partir d'environ 600 cm3 chez Homo habilis jusqu'à 1500 cm³ chez Homo neanderthalensis. Cependant, les Homo sapiens modernes ont un volume cérébral légèrement plus petit (1250 cm³) que les néandertaliens, et les hominidés Flores (Homo floresiensis) ont une capacité crânienne d'environ 380 cm³ (considéré comme petit pour un chimpanzé) environ le tiers de celui d'Homo erectus. Il est proposé qu'ils ent évolué à partir de H. erectus comme un cas de nanisme insulaire. Avec leur cerveau trois fois plus petit, les hominidés de Flores utilisent apparemment le feu et fabriquent des outils aussi sophistiqués que ceux de leur ancêtre H. erectus.
Un mythe neurologique suggère une corrélation entre le volume cérébral et les capacités intellectuelles. Friedrich Tiedemann affirmait déjà ce lien en 1836. À partir de 2005, la capacité de traitement de l'information associée au nombre de neurones corticaux représentent de meilleurs critères,.

### Homo
Il y a environ 2,4 millions d'années, Homo habilis apparait en Afrique de l'Est : la première espèce humaine connue capable de fabriquer des outils en pierre, mais les découvertes contestées de signes d'utilisation d'outils d'âges encore plus anciens et du même voisinage que plusieurs fossiles d'australopithèques peut remettre en question à quel point H. habilis soit beaucoup plus intelligent que ses prédécesseurs.
L'utilisation d'outils confère un avantage évolutif crucial et nécessite un cerveau plus grand et plus sophistiqué pour coordonner les mouvements fins de la main,. Notre connaissance de la complexité du comportement d'Homo habilis ne se limite pas à la culture de la pierre, ils font aussi usage des cure-dents.
Un cerveau plus grand nécessite un crâne plus grand et s'accompagne donc d'autres changements évolutifs morphologiques et biologiques. L'un de ces changements exige que la femelle possède un vagin plus large pour que le crâne du nouveau-né puisse passer. La solution à cela est de donner naissance à un stade précoce du développement du fœtus, avant que le crâne ne devienne trop gros. D'autres adaptations d'accompagnement sont les os maxillaires et mandibulaires plus petits, les muscles faciaux plus petits et plus faibles, le raccourcissement et l'aplatissement du visage résultant en des capacités cognitives et linguistiques complexes de l'homme moderne ainsi que la capacité de créer des expressions faciales et un sourire. Par conséquent, les problèmes dentaires chez l'homme moderne découlent de ces changements morphologiques exacerbés par le passage d'un mode de vie nomade à un mode de vie sédentaire.
Cette adaptation permet au cerveau humain de continuer à se développer, mais elle impose une nouvelle discipline. Il convient de noter que les revendications traditionnelles concernant les rôles de genre des hommes et des femmes sont remises en question ces dernières années. Le mode de vie de plus en plus sédentaire des humains les amène à devenir encore plus dépendants de la fabrication d'outils pour rivaliser avec d'autres animaux et d'autres humains, et à moins compter sur la taille et la force du corps.
Il y a environ 200 000 ans, l'homme de Néandertal colonise l'Europe et le Moyen-Orient. Il disparait il y a 39 000 ans à la suite de l'apparition de l'homme moderne dans la région il y a 40 000 à 45 000 ans.
Histoire des humains
Au Pliocène supérieur, les homininés se distinguent des grands singes modernes et d'autres organismes étroitement apparentés par les changements évolutifs anatomiques entraînant la bipédie ou la capacité de marcher debout,. Des caractéristiques telles qu'un tore supraorbitaire ou une arête sourcilière proéminente et un visage plat permettent également de distinguer l'Homo erectus. Leur taille cérébrale les distingue considérablement des espèces étroitement apparentées, telles que H. habilis, car nous pouvons voir une augmentation de la capacité crânienne moyenne de 1000 cc. Par rapport aux espèces antérieures, H. erectus développe des carènes et de petites crêtes dans le crâne montrant des changements morphologiques du crâne pour soutenir une capacité cérébrale accrue. On pense que Homo erectus est, anatomiquement proche des humains modernes car ils sont très similaires en taille, poids, structure osseuse et habitudes alimentaires. Au fil du temps, cependant, l'intelligence humaine s'est développée en phases interdépendantes avec la physiologie du cerveau, l'anatomie, la morphologie crâniennes, les changements rapides du climat et de l'environnement.

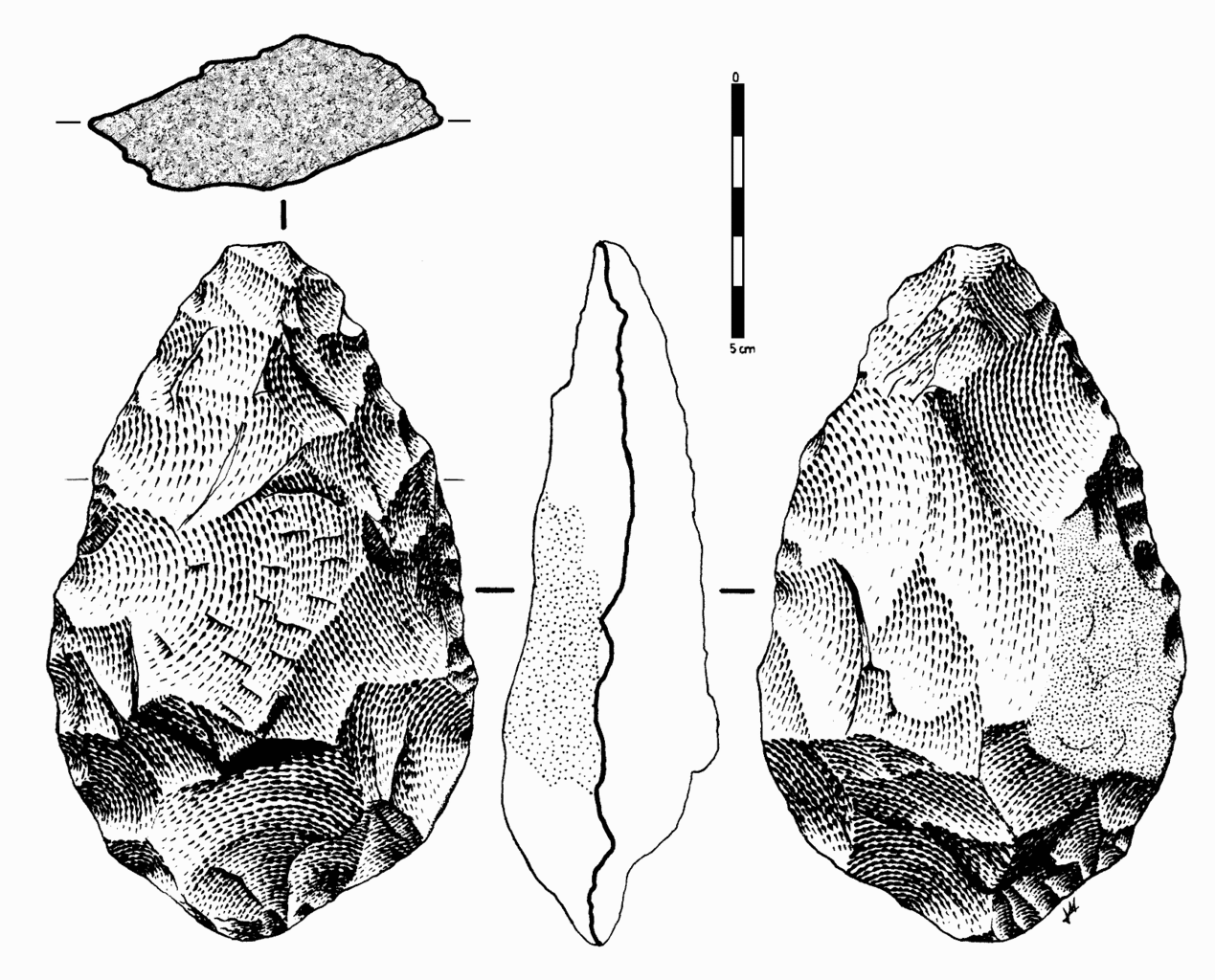
Dessin d'un biface acheuléen d'Espagne vu de face, de dos, de côté et de profil supérieur

#### Emploi d'outils
L'étude de l'évolution de la cognition s'appuie sur les archives archéologiques constituées d'assemblages de la culture matérielle, en particulier de la période paléolithique, pour faire des inférences sur la cognition de nos ancêtres. Les paléoanthropologues du dernier demi-siècle ont eu tendance à réduire les artefacts d'outils en pierre à des produits physiques de l'activité métaphysique se déroulant dans le cerveau des homininés. Récemment, une nouvelle approche appelée 4E cognition (voir Modèles pour d'autres approches) est développée par l'anthropologue Thomas Wynn et les archéologues cognitifs Karenleigh Overmann et Lambros Malafouris, pour dépasser la dichotomie "interne" et "externe" en traitant les outils de pierre comme des objets qui permettent de fournir un aperçu de la cognition des hominidés et de jouer un rôle dans le développement de la cognition précoce des hominidés. Cette approche décrit la cognition comme incarnée, intégrée et étendue, pour comprendre la nature interconnectée entre l'esprit, le corps et l'environnement.
Il existe quatre grandes catégories d'outils créés et utilisés tout au long de l'évolution humaine qui sont associés à l'évolution correspondante du cerveau et de l'intelligence. Les outils en pierre tels que les éclats et les noyaux utilisés par Homo habilis pour casser les os afin d'extraire la moelle, connue sous le nom de culture Oldowan, constituent la plus ancienne grande catégorie d'outils d'il y a environ 2,5 et 1,6 millions d'années. Le développement de la technologie des outils en pierre suggère que nos ancêtres ont la capacité de frapper des noyaux avec précision, en tenant compte de la force et de l'angle de la frappe, ainsi que de la planification cognitive et de la capacité d'envisager un résultat souhaité.

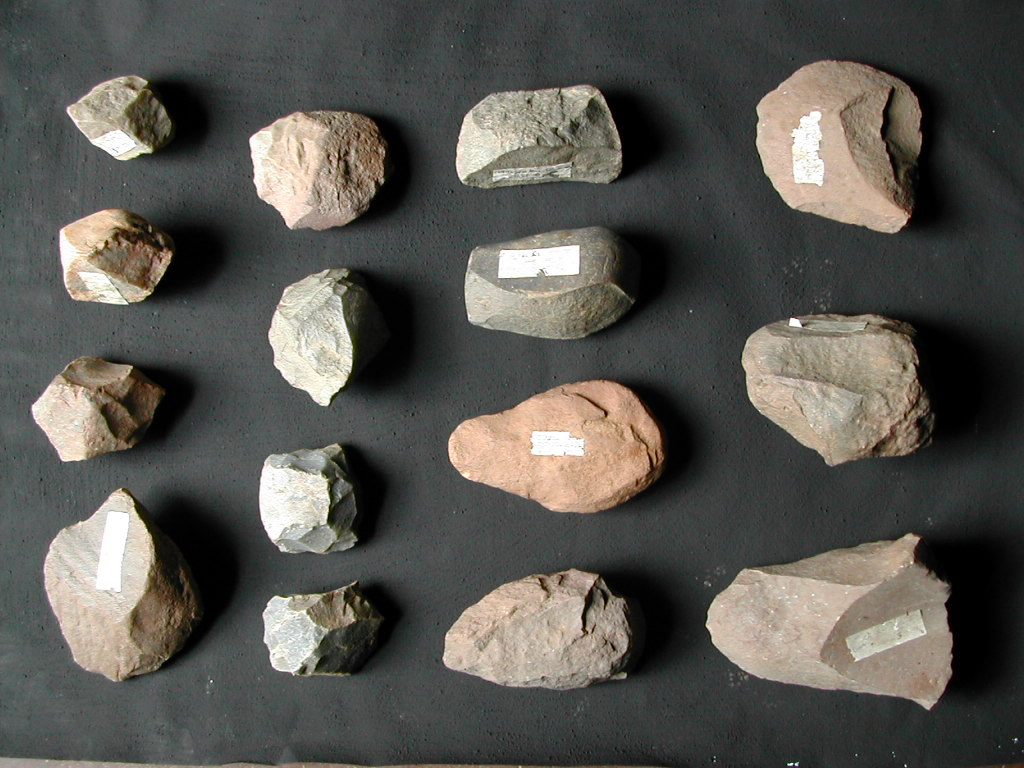
Les outils en pierre de la période paléolithique, également connue sous le nom d'âge de pierre, sont révélateurs des progrès cognitifs tout au long de l'histoire de l'évolution humaine.

La culture acheuléenne, associée à Homo erectus, se compose de haches à main bifaciales, ou à double face, qui nécessitent plus de planification et de compétence de la part de l'outilleur. De plus, certains sites montrent des preuves que la sélection des matières premières implique des voyages, une planification avancée, une coopération et donc une communication avec d'autres hominidés.
La troisième grande catégorie de l'industrie de l'outillage marquée par son innovation dans la technique et l'utilisation de l'outillage est la culture moustérienne. Par rapport aux catégories précédentes qui sont jetées après usage, les outils moustériens, associés aux Néandertaliens, se spécialisent et gagnent en durabilité. La fabrication de ces outils, appelée méthode Levallois, implique un processus en plusieurs étapes qui donne plusieurs outils. En combinaison avec d'autres données, la formation de cette culture d'outil pour chasser les grands mammifères en groupe met en évidence le développement de la parole pour la communication et des capacités de planification complexes.
Alors que les cultures d'outils précédentes ne présentent pas de grandes variations, les outils des premiers Homo sapiens modernes sont robustes en termes de quantité d'artefacts et de diversité d'utilité. Il existe plusieurs styles associés à cette catégorie du Paléolithique supérieur, tels que les lames, les boomerangs, les propulseurs et le tir à l'arc fabriqués à partir de divers matériaux de pierre, d'os, de dents et de coquillages. Au-delà de leur usage, il est démontré que certains outils servent d'apparat de statut et d'appartenance à un groupe. Le rôle des outils à usage social signale des avancées cognitives telles que le langage complexe et les relations abstraites aux choses.

### Homo sapiens

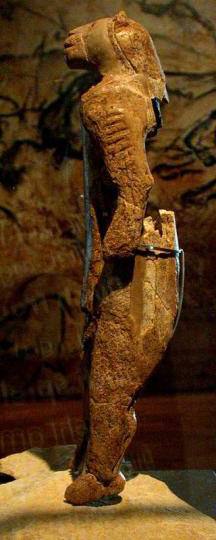
L'Homme-lion trouvé dans la grotte Hohlenstein-Stadel du Jura souabe allemand et daté d'il y a 40 000 ans, est associé à la culture aurignacienne et est la plus ancienne figurine animale anthropomorphe connue au monde.

Dates approximatives, consultez les articles pour plus de détails
(De 2 000 000 av. J.-C. à 2013 apr. J.-C. en notation exponentielle (partielle))
Voir aussi : Homme de Java (−1.75e+06), Homme de Yuanmou (−1.75e+06 : -0.73e+06),
Homme de Lantian (−1.7e+06), Homme de Nanjing (- 0.6e+06), Homme de Tautavel (- 0.5e+06),
Homme de Pékin (- 0.4e+06), Homme de Solo (- 0.4e+06) et Peștera cu Oase (- 0.378e+05)

#### L'intelligence de l'homo sapiens
Les découvertes les plus anciennes dHomo sapiens à Djebel Irhoud, au Maroc, remontent à 300 000 ans,. Des fossiles dHomo sapiens sont trouvés en Afrique de l'Est datant de 200 000 ans. On ne sait pas dans quelle mesure ces premiers humains modernes développent le langage, la musique, la religion, etc.
Le développement menant à la pleine modernité comportementale ne s'installe qu'après cette séparation. La sophistication croissante de la fabrication d'outils et du comportement est évidente depuis environ 80 000 ans, et la migration hors d'Afrique suit vers la toute fin du Paléolithique moyen, il y a environ 60 000 ans. Un comportement entièrement moderne est évident il y a 30 000 ans, y compris l'art figuratif, la musique, l'auto-ornementation, le commerce, les rites funéraires, etc. Les plus anciens exemples sans équivoque d'art préhistorique datent de cette période, les périodes aurignacienne et gravettienne de l'Europe préhistorique, comme les figurines de Vénus, la peinture rupestre (grotte Chauvet) et les premiers instruments de musique (la pipe en os de Geissenklösterle, Allemagne, date d'environ 36 000 ans).
Le cerveau humain évolue progressivement au fil du temps ; une série de changements se produisent à la suite de stimuli et de conditions externes. Il est crucial de garder à l'esprit que l'évolution s'opère dans un cadre limité à un moment donné. En d'autres termes, les adaptations qu'une espèce peut développer ne sont pas infinies et sont définies par ce qui a déjà eu lieu dans la chronologie évolutive d'une espèce. Etant donné l'immense complexité anatomique et structurelle du cerveau, son évolution (et l'évolution congruente de l'intelligence humaine), ne peut être réorganisée que d'un nombre fini de façons. La majorité de ces changements se produisent soit en termes de taille, soit en termes de délais de développement.

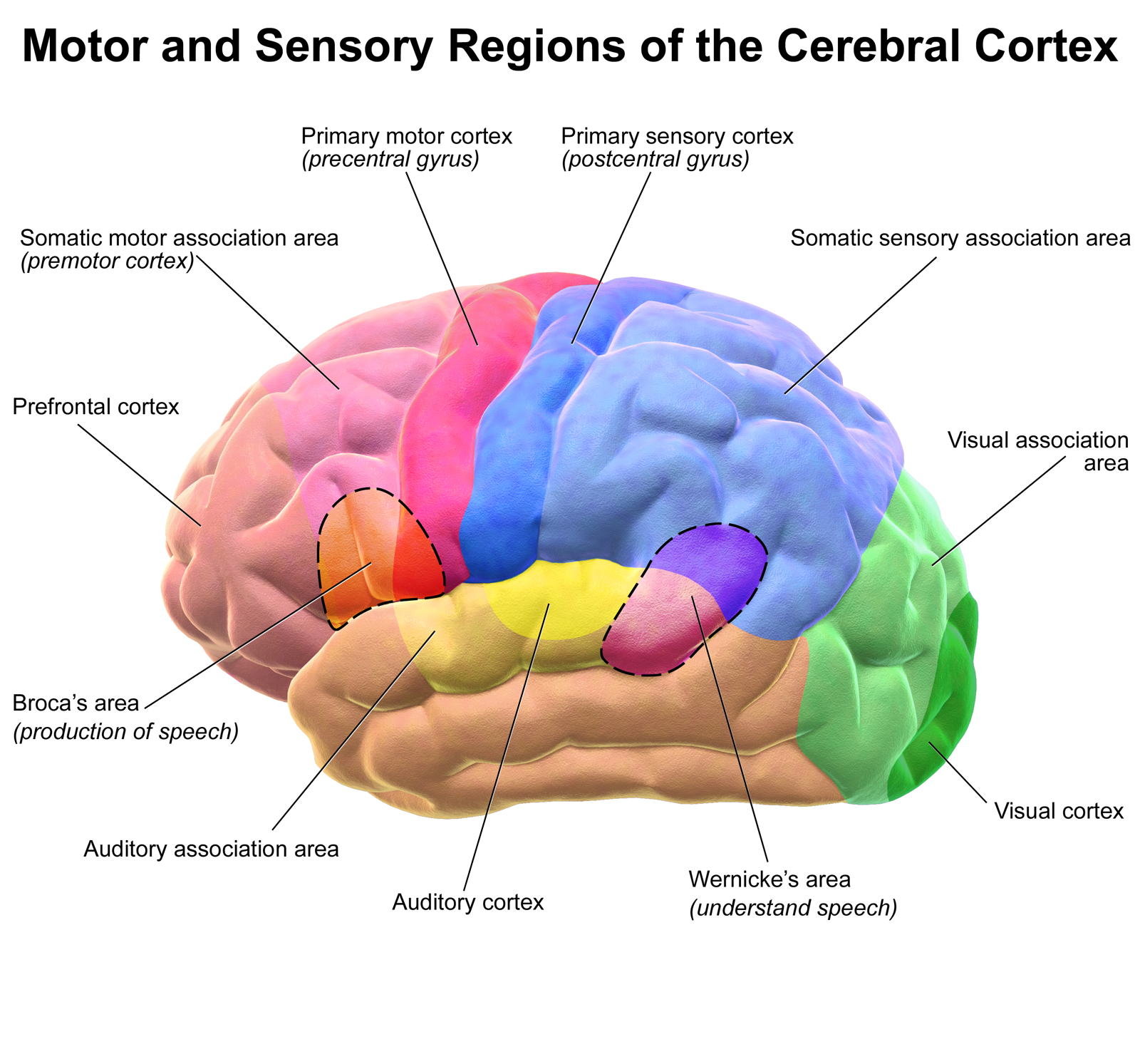
Aires motrices et sensorielles du cortex cérébral; les zones en pointillés représentées sont généralement l'hémisphère gauche dominant.

Le cortex cérébral se divise en quatre lobes (frontal, pariétal, occipital et temporal) ayant chacun des fonctions spécifiques. Le cortex cérébral est significativement plus grand chez l'homme que chez tout autre animal et est responsable des processus de pensée supérieurs tels que : le raisonnement, la pensée abstraite et la prise de décision. Une autre caractéristique qui distingue l'espèce humaine des autres est sa capacité à comprendre un langage syntaxique complexe. Le cortex cérébral, en particulier dans les lobes temporaux, pariétaux et frontaux, est peuplé de circuits neuronaux dédiés au langage. Il existe deux aires principales du cerveau communément associées au langage, à savoir : l'aire de Wernicke et l'aire de Broca. La première est responsable de la compréhension de la parole et la seconde de la production de la parole. Des régions homologues se trouvent chez d'autres espèces mais elles sont moins impliquées dans les activités linguistiques que chez les humains.
Une grande partie de la littérature scientifique se concentre sur l'évolution et l'influence ultérieure de la culture. C'est en partie parce que les sauts de l'intelligence humaine sont bien plus importants que ceux provoqués par le contexte environnemental.

## Modèles

### Hypothèse du cerveau social
L'hypothèse du cerveau social est proposée par l'anthropologue britannique Robin Dunbar, qui soutient que l'évolution de l'intelligence humaine ne découle pas principalement du contexte environnemental, mais plutôt comme un moyen de survivre et de se reproduire dans des groupes sociaux vastes et complexes,. Certains des comportements associés à la vie en grands groupes comprennent l'altruisme réciproque, la tromperie et la formation de coalitions. Ces dynamiques de groupe se rapportent à la théorie de l'esprit ou à la capacité de comprendre les pensées et les émotions des autres, bien que Dunbar admette dans son livre que ce n'est pas le regroupement lui-même qui fasse évoluer l'intelligence (comme le démontrent les ruminants).
Dunbar soutient que lorsque la taille d'un groupe social augmente, le nombre de relations différentes dans le groupe peut augmenter également. Les chimpanzés vivent en groupes d'environ 50 individus alors que les humains ont généralement un cercle social d'environ 150 personnes, ce qui est également la taille typique des communautés sociales dans les petites sociétés et les réseaux sociaux personnels ; ce nombre est maintenant appelé le nombre de Dunbar. En outre, il existe des preuves qui suggèrent que le succès des groupes dépend de leur taille à la fondation, les groupements d'environ 150 sont particulièrement efficaces et reflètent potentiellement le fait que les communautés de cette taille trouvent un équilibre entre la taille minimale de la fonctionnalité effective et la taille maximale pour créer un sentiment d'engagement envers la communauté. Selon l'hypothèse du cerveau social, lorsque les hominidés commencent à vivre en grands groupes, la sélection favorise une plus grande intelligence. Comme preuve, Dunbar cite une relation entre la taille du néocortex et la taille du groupe de divers mammifères.

#### Critique
Des études phylogénétiques sur la taille du cerveau chez les primates montrent que si le régime alimentaire prédit la taille du cerveau des primates, leurs comportements sociaux ne prédisent pas la taille du cerveau lorsque des corrections sont apportées pour les cas dans lesquels le régime affecte à la fois la taille du cerveau et la socialité. Les exceptions aux prédictions de l'hypothèse de l'intelligence sociale, pour lesquelles cette hypothèse n'a pas de modèle prédictif, sont prédites avec succès par des régimes alimentaires qui sont soit nutritifs mais rares, soit abondants mais pauvres en nutriments. Les chercheurs découvrent que les frugivores tendent à avoir un cerveau de plus grande taille que les folivores. Une explication potentielle de cette découverte est que le frugivore nécessite une recherche de nourriture extractive, ou le processus de localisation et de préparation d'aliments à coque dure, tels que les noix, les insectes et les fruits. La recherche de nourriture extractive nécessite un traitement cognitif plus élevé, ce qui peut aider à expliquer la plus grande taille du cerveau. Cependant, d'autres chercheurs soutiennent que la recherche de nourriture extractive n'est pas un catalyseur dans l'évolution de la taille du cerveau des primates, démontrant que certains non-primates présentent des techniques de recherche de nourriture avancées. D'autres explications de la corrélation positive entre la taille du cerveau et les frugivores soulignent comment le régime frugivore à haute énergie facilite la croissance du cerveau fœtal et nécessite une cartographie spatiale pour localiser les aliments intégrés.
Les suricates ont beaucoup plus de relations sociales que leur petite capacité cérébrale ne le suggère. Une autre hypothèse est que c'est en fait l'intelligence qui rend les relations sociales plus complexes, car les individus intelligents sont plus difficiles à appréhender.
Il existe également des études qui montrent que le nombre de Dunbar n'est pas non plus la limite supérieure du nombre de relations sociales chez l'homme,.
L'hypothèse selon laquelle c'est la capacité du cerveau qui fixe la limite supérieure du nombre de relations sociales est également contredite par des simulations informatiques qui montrent que de simples réactions inintelligentes sont suffisantes pour imiter la politique des singes et par le fait que certains insectes sociaux tels que la guêpe à papier ont des hiérarchies dans lesquelles chaque individu a sa place (par opposition à l'élevage sans structure sociale) et maintient leurs hiérarchies en groupes d'environ 80 individus avec leur cerveau plus petit que celui de n'importe quel mammifère.
La diversité inégalée de formes sociales chez les insectes représente une opportunité de compréhension de l'organisation collective, malgré de petits systèmes nerveux chez chaque individu,,. Les insectes sociaux sont façonnés par l'écologie, y compris leur environnement social. Les études visant à corréler le volume du cerveau à la complexité n'identifient pas de corrélations claires entre la socialité et la cognition en raison de cas comme les insectes sociaux. Chez les humains, les sociétés maintiennent leur cohésion grâce à la capacité des individus à reconnaître les caractéristiques indiquant l'appartenance à un groupe. De même, les insectes sociaux reconnaissent souvent les membres de leur colonie, ce qui leur permet de se défendre contre leurs concurrents. Les fourmis le font en comparant les odeurs qui nécessitent une discrimination fine des signaux variables à plusieurs composants. Des études suggèrent que cette reconnaissance est obtenue par de simples opérations cognitives qui n'impliquent pas la mémoire à long terme mais par l'adaptation sensorielle ou l'accoutumance. Chez les abeilles, leur danse symbolique est une forme de communication qu'elles utilisent pour transmettre des informations au reste de leur colonie. Dans une utilisation sociale encore plus impressionnante de leur langage de danse, les abeilles indiquent des emplacements de nidification appropriés à un essaim à la recherche d'une nouvelle maison. L'essaim construit un consensus à partir de multiples opinions exprimées par des éclaireurs avec des informations différentes, pour finalement s'entendre sur une destination unique vers laquelle l'essaim se déplace.

### Hypothèse de l'intelligence culturelle

#### Aperçu
L'hypothèse de l'intelligence culturelle est semblable mais distincte de l'hypothèse du cerveau social. Elle dicte que la taille du cerveau humain, la capacité cognitive et l'intelligence augmentent au fil des générations en raison des informations culturelles provenant d'un mécanisme connu sous le nom d'apprentissage social. L'hypothèse prédit également une corrélation positive entre les espèces ayant une dépendance plus élevée et des opportunités plus fréquentes d'apprentissage social et de capacité cognitive globale. En effet, l'apprentissage social permet aux espèces de développer des compétences culturelles et des stratégies de survie ; de cette manière, on peut dire que les espèces fortement cultivées doivent en théorie être plus intelligentes.
Les humains sont largement reconnus comme l'espèce la plus intelligente de la planète, avec de gros cerveaux dotés de capacités cognitives et d'une puissance de traitement qui surpasse toutes les autres espèces. En fait, les humains montrent une énorme augmentation de la taille du cerveau et de l'intelligence au cours de millions d'années d'évolution. C'est parce que les humains sont qualifiés d'espèces culturelles évoluées; une espèce ayant une dépendance inégalée sur les connaissances culturellement transmises par l'environnement social. Cela est dû à la transmission sociale de l'information qui se propage beaucoup plus rapidement dans les populations humaines par rapport aux changements génétiques. En termes simples, nous sommes l'espèce la plus culturelle qui soit, et donc l'espèce la plus intelligente qui soit. Le point clé en ce qui concerne l'évolution de l'intelligence est que cette information culturelle est transmise de manière cohérente à travers les générations pour construire de vastes quantités de compétences et de connaissances culturelles à travers la race humaine. L'hypothèse du cerveau social de Dunbar, d'autre part, dicte que notre cerveau évolue principalement en raison d'interactions sociales complexes en groupes, donc de cette façon, les deux hypothèses sont distinctes l'une de l'autre en ce que l'hypothèse de l'intelligence culturelle se concentre davantage sur une augmentation de intelligence à partir d'informations socialement transmises. Nous constatons un changement d'orientation des interactions « sociales » vers les stratégies d'apprentissage. L'hypothèse peut également être considérée comme contredisant l'idée d'intelligence générale humaine en mettant l'accent sur le processus des compétences culturelles et des informations apprises des autres.
En 2018, Muthukrishna et des chercheurs construisent un modèle basé sur l'hypothèse de l'intelligence culturelle qui révèle des relations entre la taille du cerveau, la taille du groupe, l'apprentissage social et les structures d'accouplement. Le modèle a trois hypothèses sous-jacentes :
1. La taille, la complexité et l'organisation du cerveau se regroupent en une seule variable
2. Un cerveau plus gros se traduit par une plus grande capacité de connaissance adaptative
3. Des connaissances plus adaptatives augmentent la forme physique des organismes

En utilisant la simulation évolutive, les chercheurs confirment l'existence de relations hypothétiques. Les résultats concernant le modèle d'hypothèse d'intelligence culturelle montrent que des cerveaux plus grands peuvent stocker plus d'informations et de connaissances adaptatives, soutenant ainsi des groupes plus importants. Cette abondance de connaissances adaptatives peut ensuite être utilisée pour de fréquentes opportunités d'apprentissage social.

#### Autres preuves empiriques
Comme mentionné précédemment, l'apprentissage social est le fondement de l'hypothèse de l'intelligence culturelle et peut être décrit de manière simpliste comme l'apprentissage des autres. Cela implique des comportements tels que l'imitation, l'apprentissage par observation, les influences de la famille et des amis et l'enseignement explicite des autres. Ce qui distingue les humains des autres espèces, c'est que, en raison de l'importance que nous accordons aux informations acquises culturellement, nous avons évolué pour posséder d'importantes capacités d'apprentissage social dès la petite enfance. Des études neurologiques sur des nourrissons de neuf mois menées par des chercheurs en 2012 démontrent ce phénomène. L'étude implique des nourrissons observant un soignant faisant un bruit avec un hochet pendant une période d'une semaine. Les cerveaux des nourrissons sont surveillés tout au long de l'étude. Les chercheurs découvrent que les nourrissons sont capables d'activer les voies neuronales associées à l'émission d'un son avec le hochet sans réellement faire l'action eux-mêmes. Ici, nous pouvons voir l'apprentissage social humain en action - les nourrissons peuvent comprendre les effets d'une action particulière simplement en observant l'exécution de l'action par quelqu'un d'autre. Non seulement cette étude démontre les mécanismes neuronaux de l'apprentissage social, mais elle démontre également notre capacité inhérente à acquérir des compétences culturelles auprès de ceux qui nous entourent dès le début de notre vie - elle montre donc un soutien solide à l'hypothèse de l'intelligence culturelle.
Diverses études visent à montrer l'hypothèse de l'intelligence culturelle en action à plus grande échelle. Une étude particulière en 2016enquête sur deux espèces d'orangs-outans, y compris les espèces de Sumatra les plus sociales et les espèces de Bornéo les moins sociables. L'objectif est de tester la notion selon laquelle les espèces ayant une fréquence plus élevée d'opportunités d'apprentissage social évoluent pour devenir plus intelligentes Les résultats montrent que les Sumatrans réussissent systématiquement mieux dans les tests cognitifs que les moins Bornéens. Les Sumatrans démontrent une plus grande inhibition et un comportement plus prudent dans leur habitat. C'est l'une des premières études à montrer des preuves de l'hypothèse de l'intelligence culturelle dans une espèce non humaine - la fréquence des opportunités d'apprentissage produit des différences dans les capacités cognitives entre les deux espèces.

#### Hypothèse de l'intelligence culturelle transformatrice
Une étude en 2018 propose une variante modifiée de la version originale de l'hypothèse appelée hypothèse de l'intelligence culturelle transformatrice. La recherche consiste à étudier les compétences en résolution de problèmes d'un enfant de quatre ans dans différents contextes sociaux. Les enfants sont invités à extraire un objet flottant d'un tube en utilisant de l'eau. Presque tous échouent sans repères, mais la plupart des enfants réussissent après avoir reçu une solution pédagogique suggérant la vidéo. Cependant, lorsque la même vidéo montre de manière non pédagogique, la réussite des enfants dans la tâche ne s'améliore pas. Fondamentalement, cela signifie que la cognition physique et la capacité de résolution de problèmes des enfants sont affectées par la façon dont la tâche leur est socialement présentée. Les chercheurs formulent l'hypothèse de l'intelligence culturelle transformatrice, qui souligne que notre cognition physique est développée et affectée par l'environnement social qui nous entoure. Cela remet en question l'hypothèse traditionnelle de l'intelligence culturelle selon laquelle c'est la cognition sociale humaine et non la cognition physique qui est supérieure à nos parents primates les plus proches. Ici, nous voyons uniquement la cognition physique chez l'homme affectée par des facteurs sociaux externes. Ce phénomène n'est pas observé chez d'autres espèces.

### Réduction de l'agressivité
Une autre théorie qui tente d'expliquer la croissance de l'intelligence humaine est la théorie de l'agressivité réduite (ou théorie de l'auto-domestication). Selon ce courant de pensée, ce qui conduit à l'évolution de l'intelligence avancée chez Homo sapiens est une réduction drastique de la pulsion agressive. Ce changement nous sépare des autres espèces de singes et de primates, où cette agressivité est toujours bien visible, et conduit au développement de traits humains par excellence tels que l'empathie, la cognition sociale et la culture,. Cette théorie fortement soutenue par des études sur la domestication des animaux où l'élevage sélectif pour la docilité a, en quelques générations seulement, conduit à l'émergence d'impressionnantes capacités humaines. Les renards apprivoisés, par exemple, présentent des formes avancées de communication sociale (à la suite de gestes de pointage), des caractéristiques physiques pédomorphes (visages enfantins, oreilles tombantes) et même des formes rudimentaires de théorie de l'esprit (recherche de contact visuel, suivi du regard),. Les preuves proviennent également du domaine de l'éthologie où il est constaté que les animaux ont des capacités socio-cognitives plus avancées lorsqu'ils utilisent des interactions douces et détendues. On suppose que ces capacités dérivent d'une sélection contre l'agression,,,.
Sur le plan mécaniste, ces changements sont le résultat d'une régulation négative systémique du système nerveux sympathique (le réflexe de combat ou de fuite). Par conséquent, les renards apprivoisés présentent une taille réduite des glandes surrénales et une réduction jusqu'à cinq fois des niveaux de cortisol sanguin de base et induits par le stress,. De même, les rats et les cobayes domestiques ont à la fois une taille réduite des glandes surrénales et des taux sanguins de corticostérone réduits,. Il semble que la néoténie des animaux domestiques prolonge significativement l'immaturité de leur système hypothalamo-hypophyso-surrénalien (qui n'est autrement immature que pendant une courte période lorsqu'ils sont chiots/chatons) et que cela ouvre une fenêtre de socialisation plus large pendant laquelle ils peuvent apprendre à interagir avec leurs gardiens de manière plus détendue.
On pense également que cette régulation négative de la réactivité du système nerveux sympathique s'accompagne d'une augmentation compensatoire d'un certain nombre d'organes et de systèmes opposés. Bien que ceux-ci ne soient pas aussi bien spécifiés, divers candidats pour de tels organes sont proposés : le système parasympathique dans son ensemble, la zone septale sur l'amygdale, le système de l'ocytocine, les opioïdes endogènes et diverses formes d'immobilisation au repos qui antagonisent le réflexe de combat ou de fuite,.

### Théorie de l'échange social
D'autres études suggèrent que l'échange social entre individus est une adaptation vitale du cerveau humain, allant jusqu'à dire que l'esprit humain pourrait être doté d'un système neurocognitif spécialisé pour raisonner sur l'échange social. Cette adaptation évolue lorsque deux parties sont toutes les deux mieux loties qu'elles ne l'étaient auparavant en échangeant mutuellement des choses qu'elles apprécient moins contre des choses qu'elles apprécient davantage. Cependant, la sélection ne favorisera l'échange social que lorsque les deux parties en bénéficient. Par conséquent, l'existence de tricheurs - ceux qui ne parviennent pas à fournir des avantages équitables - menace l'évolution de l'échange. En utilisant la théorie des jeux évolutifs, il est démontré que les adaptations pour l'échange social sont favorisées et maintenues de manière stable par la sélection naturelle, mais seulement si elles incluent des caractéristiques de conception qui leur permettent de détecter les tricheurs et les amènent à canaliser les échanges futurs vers des réciprocateurs et loin de tricheurs. Ainsi, les humains utilisent des contrats sociaux pour établir les avantages et les pertes que chaque partie recevra. Les humains développent un système avancé de détection des tricheurs, équipé de stratégies propriétaires de résolution de problèmes qui évoluent pour correspondre aux caractéristiques récurrentes de leurs domaines de problèmes correspondants. Non seulement les humains doivent déterminer si le contrat est violé, mais aussi si la violation est commise intentionnellement. Par conséquent, les systèmes sont spécialisés pour détecter les violations de contrat qui impliquent une tricherie intentionnelle.
L'hypothèse selon laquelle une punition spécifique pour tromperie intentionnelle peut coévoluer avec l'intelligence pose un problème : la punition sélective d'individus ayant certaines caractéristiques va à l'encontre des caractéristiques en question. Par exemple, si seuls les individus capables de se souvenir de ce qu'ils conviennent sont punis pour avoir rompu les accords, l'évolution aurait choisi contre la capacité de se souvenir de ce à quoi on consent,,. Bien que cela devienne un argument superficiel après avoir considéré la sélection positive équilibrante pour la capacité de réussir à faire valoir ses arguments. L'intelligence prédit le nombre d'arguments que l'on peut faire valoir en prenant l'un ou l'autre côté d'un débat. Les humains qui peuvent s'en tirer avec des comportements qui exploitent la coopération au sein et en dehors du groupe, obtenant plus tout en donnant moins, surmontent cela.
En 2004, le psychologue Satoshi Kanazawa fait valoir que le facteur g est une adaptation psychologique du traitement de l'information spécifique à un domaine, typique de l'espèce, et en 2010, Kanazawa fait valoir que le facteur g n'est corrélé qu'avec la performance sur des problèmes évolutifs peu familiers plutôt que familiers sur le plan évolutif, il s'agit de l'hypothèse d'interaction Savanna-IQ,. En 2006, Denny Borsboom et Conor Dolan publient un commentaire passant en revue l'article de 2004 de Kanazawa. Ils soutiennent que la conception de Kanazawa est empiriquement non étayée et purement hypothétique et qu'un compte rendu évolutif du facteur g doit l'aborder comme une source de différences individuelles. En réponse à l'article de Kanazawa de 2010, les psychologues Scott Barry Kaufman, Colin G. DeYoung, Deirdre Reis et Jeremy R. Gray donnent à 112 sujets une version informatisée de 70 items de la tâche de sélection de Wason (un puzzle logique) dans un contexte social et un contexte relationnel tel que proposé par Leda Cosmides et John Tooby dans The Adapted Mind, et constate à la place que la performance sur des problèmes non arbitraires et évolutifs familiers est plus fortement liée à l'intelligence générale que la performance sur des problèmes arbitraires et évolutifs nouveaux,.
Peter Cathcart Wason démontre que 10% des sujets ne trouvent pas la bonne solution et sa découverte est reproduite,. Les psychologues Patricia Cheng, Keith Holyoak, Richard E. Nisbett et Lindsay M. Oliver démontrent expérimentalement que les sujets qui suivent des cours universitaires d'un semestre en calcul propositionnel ne réussissent pas mieux à la tâche de sélection de Wason que les sujets qui ne suivent pas de tels cours universitaires. Tooby et Cosmides proposent à l'origine un contexte de relations sociales pour la tâche de sélection de Wason dans le cadre d'une théorie computationnelle plus large de l'échange social après avoir commencé à examiner les expériences précédentes sur la tâche à partir de 1983. Bien que d'autres expérimentateurs découvrent que certains contextes suscitent des réponses de sujet plus correctes que d'autres, aucune explication théorique pour les différencier n'est identifiée jusqu'à ce que Tooby et Cosmides proposent que les disparités dans la performance des sujets sur des variations contextualisées par rapport à des variations non contextualisées de la tâche sont un sous-produit d'un module de l'esprit spécialisé dans la détection des tricheurs. Tooby et Cosmides notent plus tard que l'existence de mécanismes cognitifs évolués pour les règles d'inférence est contestée,.
De plus, l'économiste Thomas Sowell note que de nombreuses études dévoilant des disparités entre les groupes ethniques aux tests d'intelligence révèlent que les groupes ethniques ayant des scores moyens inférieurs tendent à obtenir les pires résultats sur le raisonnement non verbal, non informatif ou abstrait,. En 2011, le psychologue Earl B. Hunt détermine, après l'achèvement du projet du génome humain, qu'aucun gène n'est découvert pour valider ces différences. En 2012, les psychologues Richard E. Nisbett, Joshua Aronson, Clancy Blair, Diane F. Halpern et Eric Turkheimer, l'économiste William Dickens et le philosophe James R. Flynn concluent que presque aucun polymorphisme génétique mononucléotidique ne s'associe à une variation du QI .

### Sélection sexuelle
Geoffrey Miller propose un modèle, qui invoque la sélection sexuelle, et qui soutient que l'intelligence humaine est inutilement sophistiquée pour les besoins de survie des chasseurs-cueilleurs. Il soutient que les manifestations de l'intelligence telles que le langage, la musique et l'art n'évoluent pas en raison de leur valeur utilitaire pour la survie des anciens hominidés. Au contraire, l'intelligence peut avoir été un indicateur de valeur sélective. Les hominidés sont choisis pour une plus grande intelligence en tant qu'indicateur de gènes sains et une boucle de rétroaction positive de la sélection sexuelle de Fisherian conduit à l'évolution de l'intelligence humaine dans une période relativement courte. Le philosophe Denis Dutton soutient que la capacité humaine esthétique évolue par la sélection sexuelle.
Le biologiste évolutionniste George C. Williams et le chercheur en médecine évolutionniste Randolph M. Nesse citent les psychologues évolutionnistes John Tooby et Leda Cosmides comme faisant référence aux émotions comme des algorithmes darwiniens de l'esprit, tandis que le psychologue social David Buss soutient que les différences de genre dans l'émotion de la jalousie sont des stratégies adaptatives pour détecter l'infidélité d'un partenaire sexuel. Les anthropologues Donald E. Brown et Ward Goodenough soutiennent que le mariage est un univers culturel qui évolue pour réguler l'accès sexuel aux femmes fertiles au sein d'une culture particulière en réponse à la concurrence intrasexuelle masculine et dominance. Citant les recherches interculturelles menées par Buss,, Miller soutient que si les humains préfèrent des partenaires d'accouplement altruistes, ils sélectionnent directement par choix de partenaire pour l'altruisme. De plus, Nesse et la biologiste théorique Mary Jane West-Eberhard considèrent la sélection sexuelle comme une sous-catégorie de la sélection sociale. Avec l'anthropologue Christopher Boehm ils affirment en outre que l'altruisme chez l'homme présente une valeur sélective qui permet une coopération évolutive extraordinaire et la capacité humaine de la création de la culture, ainsi que la peine capitale par les sociétés contre les intimidateurs, les voleurs, les clandestins et les psychopathes.
Chez de nombreuses espèces, seuls les mâles ont des caractéristiques sexuelles secondaires impressionnantes telles que des ornements et un comportement de parade, mais on pense également que la sélection sexuelle peut également agir sur les femelles chez des espèces au moins partiellement monogames. Avec une monogamie complète, il existe un accouplement assortatif pour les traits sexuellement sélectionnés. Cela signifie que les individus moins attirants trouvent d'autres individus moins attirants avec qui s'accoupler. Si les traits attractifs sont de bons indicateurs de valeur sélective, cela signifie que la sélection sexuelle augmente la charge génétique de la progéniture d'individus peu attractifs. Sans sélection sexuelle, un individu peu attrayant peut trouver un compagnon supérieur avec peu de mutations délétères et avoir des enfants en bonne santé susceptibles de survivre. Avec la sélection sexuelle, un individu peu attirant est plus susceptible d'avoir accès uniquement à un compagnon inférieur qui est susceptible de transmettre de nombreuses mutations délétères à sa progéniture commune, qui a alors moins de chances de survivre.
On pense souvent que la sélection sexuelle est une explication probable d'autres traits humains spécifiques aux femmes, par exemple des seins et des fesses beaucoup plus gros par rapport à la taille corporelle totale que ceux trouvés chez les espèces apparentées de singes. On suppose souvent que si des seins et des fesses d'une telle taille sont nécessaires pour des fonctions telles que l'allaitement des nourrissons, on les trouverait chez d'autres espèces. Le fait que les seins féminins humains (le tissu mammaire typique des mammifères est petit)  soient trouvés sexuellement attirants par de nombreux hommes est en accord avec le fait que la sélection sexuelle agit sur les caractéristiques sexuelles secondaires des femmes humaines.
La sélection sexuelle pour l'intelligence et la capacité de jugement peuvent agir sur des indicateurs de succès, tels que des manifestations de richesse très visibles. Les cerveaux humains en croissance nécessitent plus de nutrition que les cerveaux d'espèces apparentées de grands singes. Il est possible que pour que les femmes jugent avec succès l'intelligence masculine, elles doivent être elles-mêmes intelligentes. Cela pourrait expliquer pourquoi malgré l'absence de différences claires d'intelligence entre les hommes et les femmes en moyenne, il existe des différences claires entre les propensions masculines et féminines à afficher leur intelligence sous des formes ostentatoires.

#### Critique
La sélection sexuelle par le principe du handicap de valeur sélective de l'intelligence humaine est critiquée par certains chercheurs pour des questions de chronométrage des coûts par rapport à l'âge de procréer. Alors que les ornements sexuellement sélectionnés tels que les plumes de paon et les bois d'orignal se développent pendant ou après la puberté, synchronisant leurs coûts à un âge sexuellement mature, les cerveaux humains dépensent de grandes quantités de nutriments pour construire la myéline et d'autres mécanismes cérébraux renforçant une communication efficace entre les neurones au début de la vie. Des chercheurs soutiennent que ce qui précède montre que le coût de l'intelligence est un signal qui réduit les chances de survivre jusqu'à l'âge de procréer et ne signale pas l'aptitude des individus sexuellement matures. Étant donné que le principe du handicap concerne la sélection des handicaps chez les individus sexuellement immatures, ce qui augmente les chances de survie de la progéniture jusqu'à l'âge de procréer, les handicaps sont sélectionnés par le mécanisme ci-dessus. Ces critiques soutiennent que l'intelligence humaine évolue par sélection naturelle citant que contrairement à la sélection sexuelle, la sélection naturelle produit de nombreux traits qui coûtent de nombreux nutriments avant la puberté, y compris le système immunitaire et l'accumulation et la modification pour une toxicité accrue des poisons dans le corps comme mesure de protection contre les prédateurs,.

### Modèle de domination sociale
Un modèle prédominant pour décrire l'évolution de l'intelligence humaine est celui de la dominance sociale expliquée par Mark V. Flinn, David C. Geary et Carol V. Ward en se basant principalement sur les travaux de Richard D. Alexander. Selon ce modèle, l'intelligence humaine évolue vers des niveaux significatifs en raison de la combinaison d'une domination croissante sur l'habitat et de l'importance croissante des interactions sociales. En conséquence, la principale pression sélective pour accroître l'intelligence humaine passe de l'apprentissage de la maîtrise de la nature à la compétition pour la domination parmi les membres ou les groupes de sa propre espèce.
La survie et la reproduction au sein d'une structure sociale de plus en plus complexe favorise le développement de compétences sociales de plus en plus avancées, la communication de concepts à travers des modèles de langage de plus en plus complexes s'ensuivit. Puisque la concurrence s'est peu à peu déplacée du contrôle de la nature vers l'influence à l'égard d'autres humains, il est devenu pertinent de déjouer les autres membres du groupe en quête de leadership ou d'acceptation, au moyen de compétences sociales plus avancées. Une personne plus sociale et communicative est plus facilement sélectionnée.

### L'intelligence dépend de la taille du cerveau
L'intelligence humaine est développée à un niveau extrême qui n'est pas nécessairement adaptatif dans un sens évolutif. Premièrement, les bébés à tête plus grosse sont plus difficiles à mettre au monde et les gros cerveaux sont coûteux en termes de besoins en nutriments et en oxygène. Ainsi, le bénéfice adaptatif direct de l'intelligence humaine est discutable au moins dans les sociétés modernes et il est difficile à étudier dans les sociétés préhistoriques. Depuis 2005, les scientifiques évaluent les données génomiques sur les variantes génétiques censées influencer la taille de la tête et n'ont trouvé aucune preuve que ces gènes subissent une forte pression sélective dans les populations humaines actuelles. Le trait de la taille de la tête est devenu généralement fixe chez les êtres humains modernes.
Bien que la taille du cerveau ait apparemment une corrélation avec une intelligence inférieure chez l'homme, certains humains modernes ont des tailles de cerveau aussi petites que chez Homo erectus mais une intelligence normale (basée sur des tests de QI) pour les humains modernes. L'augmentation de la taille du cerveau chez l'homme peut permettre une plus grande capacité d'expertise spécialisée.

#### Régions corticales élargies
Les deux principales perspectives sur l'évolution du cerveau des primates sont les approches concertée et mosaïque. Dans l'approche de l'évolution concertée, les expansions corticales dans le cerveau sont considérées comme un sous-produit d'un cerveau plus grand, plutôt que comme un potentiel adaptatif. Des études soutiennent le modèle d'évolution concertée en trouvant que les expansions corticales entre les macaques et les ouistitis sont comparables à celles des humains et des macaques. Les chercheurs attribuent ce résultat aux contraintes sur le processus évolutif d'augmentation de la taille du cerveau. Dans l'approche mosaïque, les expansions corticales sont attribuées à leur avantage adaptatif pour l'espèce. Les chercheurs ont attribué l'évolution des homininés à l'évolution en mosaïque.
Les études sur l'évolution du cerveau des primates simiens montrent que des régions corticales spécifiques associées à une cognition de haut niveau ont la plus grande expansion par rapport au reste de l'évolution cérébrale. Les régions sensorielles et motrices connaissent une croissance limitée. Trois régions associées à la cognition complexe comprennent le lobe frontal, le lobe temporal et la paroi médiale du cortex. Des études démontrent que l'élargissement dans ces régions se concentre de manière disproportionnée dans le carrefour temporo-pariétal, le cortex préfrontal latéral et le cortex cingulaire antérieur. L'aire de Broca, deuxième grande région associée au traitement du langage, est également située dans le cortex préfrontal latéral.
Les fossiles montrent que bien que le volume total du cerveau d'Homo sapiens approche les niveaux de l'homme moderne il y a 300 000 ans, les lobes pariétaux et le cervelet augmentent par rapport au volume total après ce point, atteignant les niveaux actuels de variation à un moment donné entre les dates approximatives de 100 000 et 35 000 ans.
Des études sur les expansions corticales dans le cerveau permettent d'examiner la base évolutive des troubles neurologiques, tels que la maladie d'Alzheimer. Par exemple, les chercheurs associent la région TPJ élargie à la maladie d'Alzheimer. Cependant, d'autres chercheurs ne trouvent aucune corrélation entre les régions corticales élargies du cerveau humain et le développement de la maladie d'Alzheimer.

### Modifications cellulaires et génétiques
L'évolution du cerveau humain implique des changements cellulaires, génétiques et des circuits. Sur le plan génétique, les humains possèdent un gène FOXP2 modifié, associé au développement de la parole et du langage. La variante humaine du gène SRGAP2, SRGAP2C, permet un développement plus lent (néoténie synaptique) qui favorise un apprentissage plus long  et une plus grande densité d'épines dendritiques qui favorise de plus grandes connexions neuronales. Au niveau cellulaire, des études démontrent que les neurones en fuseau (VEN) sont plus répandus chez l'homme que chez les autres primates. Des études montrent que les VEN sont associés à l'empathie, à la conscience sociale et à la maîtrise de soi. Des études démontrent le rôle du striatum dans la compréhension de la formation des récompenses et des liens de couple. Au niveau des circuits, les humains présentent un système de neurones miroirs plus complexe, une plus grande connexion entre les deux principales zones de traitement du langage (zone de Wernicke et zone de Broca) et un circuit de contrôle vocal qui relie le cortex moteur et le tronc cérébral. Le système des neurones miroirs est associé à la cognition sociale, à la théorie de l'esprit et à l'empathie. Des études démontrent la présence du système de neurones miroirs aussi bien chez le macaque que chez l'homme. Cependant, le système des neurones miroirs ne s'active chez les macaques que lors de l'observation de mouvements transitifs.

### Sélection de groupe
La théorie de la sélection de groupe soutient que les caractéristiques de l'organisme qui procurent des avantages à un groupe peuvent évoluer malgré les désavantages individuels tels que ceux cités ci-dessus. Les avantages collectifs de l'intelligence ont une utilité apparente pour augmenter le potentiel de survie d'un groupe.
De plus, la théorie de la sélection de groupe est intrinsèquement liée à la théorie de la sélection naturelle de Darwin qui suggère que les adaptations liées au groupe doivent être attribuées à la sélection naturelle de groupes alternatifs d'individus et que la sélection naturelle d'allèles alternatifs au sein des populations s'opposera à ce développement.
La sélection intergroupe peut être utilisée pour expliquer les changements et les adaptations qui surviennent au sein d'un groupe d'individus. Les adaptations et les changements liés au groupe sont un sous-produit de la sélection intergroupe, car les traits ou caractéristiques qui s'avèrent avantageux par rapport à un autre groupe deviennent de plus en plus populaires et diffusés au sein d'un groupe.
Cependant, cette explication ne s'applique pas aux humains qui vivent dans des groupes sociaux stables et établis. Cela est dû à l'intelligence sociale que le fonctionnement au sein de ces groupes exige de l'individu. Les humains possèdent la capacité cognitive et mentale de former des systèmes de relations et de liens personnels qui s'étendent bien au-delà du noyau familial. Le processus continu de création, d'interaction et d'adaptation à d'autres individus est un élément clé de nombreuses espèces.
Ces concepts peuvent être liés à l'hypothèse du cerveau social, mentionnée ci-dessus. Cette hypothèse postule que la complexité cognitive humaine résulte du niveau plus élevé de complexité sociale requis pour vivre en groupes élargis. Ces groupes plus importants impliquent une plus grande quantité de relations et d'interactions sociales, conduisant ainsi à une quantité accrue d'intelligence chez les humains. Cependant, cette hypothèse fait l'objet d'un examen académique ces dernières années et est largement réfutée. En fait, la taille du cerveau d'une espèce peut être bien mieux prédite par le régime alimentaire que par des mesures de socialité. Des facteurs environnementaux expliquent la taille du cerveau d'un primate bien mieux que des facteurs sociaux.

### L'état nutritionnel
Les premiers hominidés datant d'avant 3,5 Ma en Afrique mangent principalement des aliments végétaux complétés par des insectes et de la viande. Leurs régimes alimentaires sont mis en évidence par leurs caractéristiques dento-faciales robustes. L'intelligence joue un rôle dans l'acquisition de nourriture, grâce à l'utilisation de la technologie des outils.
Il n'existe aucune preuve directe du rôle de la nutrition dans l'évolution de l'intelligence remontant à Homo erectus, contrairement aux récits dominants en paléontologie qui lient la consommation de viande à l'apparition de caractéristiques humaines modernes telles qu'un cerveau plus gros. Cependant, les scientifiques suggèrent que la nutrition joue un rôle important, comme la consommation d'une alimentation diversifiée comprenant des aliments végétaux et de nouvelles technologies pour la cuisson et la transformation des aliments.
Les régimes carencés en fer, zinc, protéines, iode, vitamines B, acides gras oméga 3, magnésium et autres nutriments peuvent entraîner une baisse de l'intelligence ,  soit chez la mère pendant la grossesse, soit chez l'enfant pendant son développement. Une intelligence plus élevée peut être le signe qu'un individu vit dans un environnement physique et social où les niveaux nutritionnels sont élevés, alors qu'une intelligence inférieure peut impliquer qu'un enfant, sa mère, ou les deux, viennent d'un environnement physique et social où les niveaux nutritionnels sont faibles. Les contributions nutritionnelles élevant l'activité dopaminergique dans le cerveau peuvent être responsables de l'évolution de l'intelligence humaine puisque la dopamine est cruciale pour la mémoire, l'élasticité cognitive, les concepts abstraits et distants et d'autres caractéristiques de l'intelligence avancée.